# Losse (Landes)
Losse település Franciaországban, Landes megyében. Lakosainak száma 282 fő (2022. január 1.). Losse Bourriot-Bergonce, Estigarde, Herré, Lubbon, Maillas, Rimbez-et-Baudiets, Saint-Gor, Vielle-Soubiran, Allons és Escalans községekkel határos.

## Népesség
A település népességének változása:
| Lakosok száma | 399  | 340  | 347  | 276  | 269  | 269  | 275  | 276  | 274  | 282  |
|               | 1968 | 1982 | 1990 | 2006 | 2013 | 2015 | 2017 | 2019 | 2020 | 2022 |